# Griffelkunst
Der kunsttheoretisch verstandene Begriff Griffelkunst (und damit auch der Begriff des Griffelkünstlers) stammt ursprünglich von dem Leipziger Künstler Max Klinger (1857–1920). Er hat unter diesem Begriff 
Handzeichnungen aller Art sowie alle Formen von Druckgraphiken zusammengefasst.